# Antaioserpens
Antaioserpens — рід отруйних змій родини аспідових (Elapidae). Представники цього роду є ендеміками Австралії.

## Види
Рід Antaioserpens нараховує 2 види:
- Antaioserpens albiceps (Boulenger, 1898)
- Antaioserpens warro (De Vis, 1884)